# 郝鳳鳴
郝鳳鳴（1959年—），台灣法律學者、政治人物，國立中興大學法商學院法學士，法國巴黎第二大學法學碩士、博士。曾擔任行政院勞工委員會副主任委員、勞動部政務次長（含代理部長）。
郝鳳鳴教授專長社會法、社會福利法、勞動法、全民健保法、勞工保險法等，曾任國立中正大學法律系主任、法學院院長與國立中正大學副校長。

## 公共事務
2012年11月22日，總統府發布總統令，任命借調自國立中正大學的郝鳳鳴為行政院勞工委員會副主任委員。郝鳳鳴也於22日出席勞委會委員會議。
2014年2月，配合行政院組織改造，行政院勞工委員會升格為勞動部。原任勞委會副主委的郝鳳鳴改任勞動部政務次長。
2014年7月，時任勞動部長潘世偉因遭週刊爆料不倫戀，向行政院請辭獲准。郝鳳鳴當天表示，24日7時左右接到行政院電話，請他暫代勞動部部長，未來安排暫時不曉得。
2016年5月20日，隨著政黨輪替，卸任勞動部政務次長，返回國立中正大學法律學系任教。

## 資料來源
1. 1 2  .   [2017-09-24]. （原始内容存档于2017-09-25）.
2. ↑  . 140.123.13.96.   [2017-11-03]. （原始内容存档于2017-11-07）.
3. ↑  Television, 新唐人電視台 New Tang Dynasty. .   [2017-11-03]. （原始内容存档于2017-11-07）.
4. ↑  . www.nownews.com.   [2017-11-03]. （原始内容存档于2017-11-07）.

## 外部連結
- 中華民國勞動部
- 回校任教 勞動部政次郝鳳鳴笑稱：來勞檢不要太嚴 （页面存档备份，存于）

| 中華民國政府職務 | 中華民國政府職務                             | 中華民國政府職務 |
| ---------------- | -------------------------------------------- | ---------------- |
| 行政院           |                                              |                  |
| 前任： 潘世偉    | 勞動部部長 代理 2014年7月24日－2014年8月22日 | 繼任： 陳雄文    |